# هاجر سراوي
هاجر سراوي ممثلة و أستاذة جامعية جزائرية، من مواليد مدينة قسنطينة، شاركت في مسلسل النفق لبشير سلامي، دموع لولية لنجيب أولبصير و مسلسل الأرض في رمضان 2025.

## أعمالها

### مسلسلات
- النفق[2]
- دموع لولية[1]
- الأرض[3]

### مسرحيات
- رصيف الزهور لا يجيب[2]